# نیکاردیپین
نیکاردیپین (انگلیسی: Nicardipine) (Cardene) دارویی است که برای درمان فشار خون بالا و آنژین استفاده می‌شود. این دارو متعلق به گروه مسدودکننده‌های کانال کلسیم دی‌هیدروپیریدین است. همچنین برای پدیده رینود استفاده می‌شود. این دارو به صورت خوراکی و داخل وریدی موجود است. در مداخله عروق کرونر از راه پوست استفاده شده‌است. نیکاردیپین به عنوان جایگزینی برای نیتروپروساید سدیم استفاده شده‌است، به ویژه به این دلیل که سدیم نیتروپروساید به نور حساس است و باید محلول تازه‌ای تهیه شود.
مکانیسم اثر و اثرات بالینی آن بسیار شبیه نیفدیپین و سایر دی هیدروپیریدین‌ها (آملودیپین، فلودیپین) است، با این تفاوت که نیکاردیپین برای رگ‌های خونی مغزی و کرونر انتخابی تر است. همچنین نیکاردیپین نیمه عمر بیشتری نسبت به نیفدیپین دارد. نیکاردیپین در دسامبر ۱۹۸۸ توسط FDA تأیید شد.
این دارو در سال ۱۹۷۳ ثبت اختراع شد و در سال ۱۹۸۱ برای استفاده پزشکی تأیید شد.